# Pásztor Ádám
Pásztor Ádám (Mosonmagyaróvár, 1988. november 25. –) magyar színész.

## Életpályája
1996-2004 között a helyi Ujhelyi Imre Általános Iskola diákja, 2004-2008 között a Kossuth Lajos Gimnázium tanulója volt. Érettségi után felvételt nyert az Operettszínház Pesti Broadway Stúdiójába, ahol 2008-2009 között tanult. 2009-2012 között elvégezte a Pesti Magyar Színiakadémiát is, ahol Őze Áron volt az osztályfőnöke. 2007-től a Kővirágok zeneiskolában is tanult. 2022-2024 között a Pesti Magyar Színház tagja volt. 2022-2025 között a Színház- és Filmművészeti Egyetem drámainstruktor szakos hallgatója.
Színészi pályája 2003-ban kezdődött a Fehér Ló Amatőr színtársulat tagjaként Móricz Zsigmond – Kocsák Tibor – Miklós Tibor Légy jó mindhalálig című musicaljében, Major Tamás rendezésében.
Itt Nyilas Misi szerepében mutatkozott be.

## Fontosabb színházi szerepei
- 2004 Móricz Zsigmond-Kocsák Tibor-Miklós Tibor LÉGY JÓ MINDHALÁLIG  című musicalben Nyilas Misit alakította.
- 2006 Merlin színház Kaleidoszkóp versfesztivál, Solténszky Tibor rendezésében a DEPI– avagy depihentekezekakortársírók című darabban
- 2009 Duncan Sheik-Steven Sater TAVASZÉBREDÉS című művében, Swing (Melchior, Hanschen, Otto) szerepében
- 2009 Roman Polanski-Jim Steinman-Michael Kunze VÁMPÍROK BÁLJA című musical, Alfréd szerepében PS Produkció
- 2010 Benny Andersson – Tim Rice – Björn Ulvaeus CHESS /Sakk/  Musical, Diplomata – Csapattag /ensemble/ PS Produkció
- 2010 Leonid Zorin VARSÓI MELÓDIA  című művében / Fiú /  –  Mihályi Győző rendezésében
- 2011 Isa Schöier RÚZS  című művében   Valentin szerepében,    Benedek Judit rendezésében MAGYAR SZÍNHÁZ
- 2011 Neil Simon – Cy Coleman – Dorothy Fields SWEET CHARITY   Daddy segédje , Pelsőczy Réka rendezésében  MAGYAR SZÍNHÁZ
- 2012 I love musical –  musical gála  Budaörsi Játékszín  Rendező: Salamon Suba László
- 2013 Szép Ernő – Vőlegény Budaörsi Játékszin Rendező: Salamon Suba László
- 2013 Stéphane Laporte – Patrick Laviosa – Pánik a fedélzeten Rendező: Dömötör Tamás,  Kevin szerepében
- 2014 Molière – Tartuffe      Rendező: Frenkó Zsolt,  Damis szerepében
- 2014 Benny Andersson – Björn Ulvaeus  MAMMA MIA! , Rendező: Szirtes Tamás , Eddie szerepében , Madách Színház
- 2014 Fekete István – Szemenyei János VUK , Rendező: Hencz György , Madách Színház
- 2015 Fenyő Miklós-Tasnádi István: Made in Hungária – Miki, rendező: Mészáros Tibor[6]
- 2018 Karinthy Frigyes Tanár úr kérem Bauer Károly szerepében,Rendező:Simon Kornél, Karinthy színház[7]
- 2019 Dés László – Geszti Péter – Grecsó Krisztián: A Pál utcai fiúk – Boka; Rendező: Keszég László (Csokonai Színház)[8]
- 2020 Szente Vajk – Galambos Attila – Juhász Levente: Puskás – Zakariás József; Rendező: Szente Vajk (Erkel Színház)[9]
- 2021 Szente Vajk – Galambos Attila – Juhász Levente: Puskás – Czibor Zoltán; Rendező: Szente Vajk (Győri Nemzeti Színház)[10]
- 2022 Szirmai – Bakonyi – Gábor: Mágnás Miska – Miska, lovász; Rendező: Gemza Péter (Csokonai Színház)

### Pesti Magyar Színház
- 2022 Martin – Jilo – Adenberg: A kincses sziget – Louis Stevenson/ Dr Livesey/ Ben Gunn; Rendező: Halasi Dániel
- 2022 K. Del Aguila-G. Noriega-J.Someillan: Madagaszkár – Marty, a zebra; Rendező: Gémes Antos
- 2022 Dés – Nemes – Böhm – Korcsmáros: Valahol Európában: Hosszú; Rendező: Nagy Viktor

## Filmes és televíziós szerepei
- Jóban Rosszban (2017–2018) – Laky Márton
- Frici & Aranka (2022) – Tóth Árpád[11]
- 1968 – Egy szerelem rekonstrukciója (2024)

## Díjai
- 2022, 2023 Főnix közönségdíj (évad legjobb színésze kategória)[12]